# Gesellschaft apostolischen Lebens
Eine Gesellschaft des apostolischen Lebens (Societas vitae apostolicae) ist eine kanonische Lebensgemeinschaft in der römisch-katholischen Kirche. Ihre Lebensweise ähnelt jener der Ordensgemeinschaften, denen sie kirchenrechtlich auch weitgehend gleichgestellt ist. Mitglieder einer Gesellschaft apostolischen Lebens können Kleriker und Laien sein.

## Kirchliches Recht
Im Codex des kanonischen Rechts (1983) werden zunächst gemeinsame Normen für Institute des geweihten Lebens (Ordensinstitute und Säkularinstitute) aufgestellt. Anschließend folgen Regelungen für Gesellschaften apostolischen Lebens, die in vielen Bereichen auf jene der vorausgehend behandelten Verbände verweisen und rechtssystematisch ebenfalls zum katholischen Ordensrecht gerechnet werden:

„Zu den Instituten des geweihten Lebens kommen die Gesellschaften des apostolischen Lebens hinzu, deren Mitglieder ohne Ordensgelübde das der Gesellschaft eigene apostolische Ziel verfolgen, ein brüderliches Leben in Gemeinschaft führen und gemäß der eigenen Lebensordnung durch Befolgung der Konstitutionen nach Vollkommenheit der Liebe streben.
Unter ihnen gibt es Gesellschaften, in denen die Mitglieder durch irgendeine in den Konstitutionen festgelegte Bindung die evangelischen Räte übernehmen.“

Mit den weiteren Bestimmungen werden die organisatorischen Maßnahmen, die Mitgliedschaft und Regelwerke festgelegt. Die Gemeinschaften unterstehen zunächst der Genehmigung und Aufsicht durch den jeweiligen Diözesanbischof. Päpstlich anerkannte Gesellschaften apostolischen Lebens unterstehen der Leitung und Aufsicht des Dikasteriums für die Institute geweihten Lebens und für die Gesellschaften apostolischen Lebens.
Viele Mitglieder von Gesellschaften des apostolischen Lebens verpflichten sich zu einem Leben nach den evangelischen Räten und legen in der Regel nach einigen Jahren ein Versprechen ab, das sie für immer an ihre Gemeinschaft bindet. Im Unterschied zu Ordensgelübden haben diese Versprechen rechtlich nur privaten und keinen öffentlichen Charakter und entfalten deshalb eine geringere kirchenrechtliche Bindungswirkung als öffentliche Gelübde. In der Lebensweise unterscheiden sich Gesellschaften apostolischen Lebens kaum von apostolisch tätigen Ordensgemeinschaften. Besonders bekannte Gesellschaften sind die Lazaristen und die Pallottiner.